# 아프샨 아자드
아프샨 아자드(Afshan Azad, 1988년 2월 12일 ~ )은 잉글랜드의 배우이다. 해리 포터 영화 시리즈에서 파드마 패틸 역으로 잘 알려져 있다.

## 출연 작품
- 해리 포터와 죽음의 성물 - 2부 (2011)
- 해리 포터와 죽음의 성물 - 1부 (2010)
- 해리 포터와 불사조 기사단 (2007)
- 해리 포터와 불의 잔 (2005)

## 같이 보기
- 해리 포터의 출연 배우 목록